# Среднегаванский проспект
Сре́днега́ванский проспект — улица в Василеостровском районе Санкт-Петербурга. Проходит от 29-й линии В. О. до Наличной улицы.

## История
С 1821 года известно наименование Солдатская улица. С 1836 года называется Средний (в Гавани) проспект. С 1936 года — Средне-Гаванский проспект, после 1957 года установилось современное написание Среднегаванский проспект.
Участок от Наличной улицы до Финского залива закрыт в 1930-е годы.
21 июня 2016 года в состав Среднегаванского проспекта вошёл безымянный переулок от 29-й линии до Детской улицы.

## Достопримечательности
- Опочининский сад